# 南麂列岛

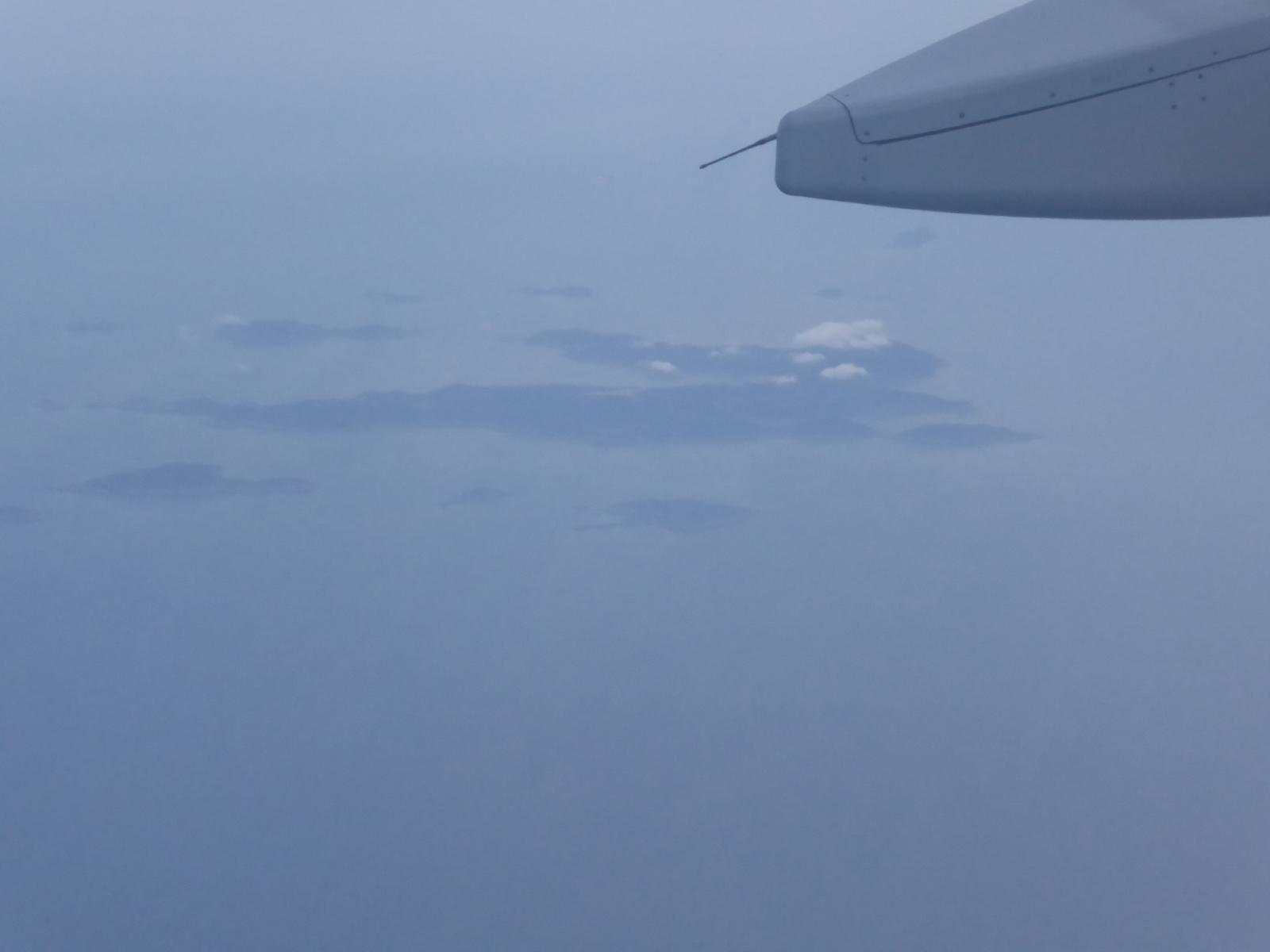
南麂航拍（2016年）

南麂列岛，简称南麂，位於中華人民共和國浙江省温州市平阳县的鳌江江口外30海里（約56公里）的东海，距温州市区50海里，距離有主權爭議的釣魚台列島的主島釣魚島約300公里。南麂列岛由大大小小52个岛屿（面积在500平方米以上）组成，其中，最大的岛屿为南麂岛，面积7.64平方公里，因形似麂而得名。南麂列岛内的稻挑山，为中国大陸领海基点之一，1985年10月平阳县政府在此立碑为志。

## 概况
南麂列岛由大小52个基岩丘陵型岛屿组成，另有55个明礁、14个暗礁。陆地总面积11.13平方千米，海域总面积201.6平方千米，处台湾暖流与江浙沿岸海流交汇海区，海域底质以粉砂质粘土为主，含沙量低，水质清澈，成为海洋生物栖息生长的良好场所，海域内的海洋生物约1850种，其中以海洋贝藻类为主，海洋贝类占世界贝类总数的20%，海藻类占中国藻类总数的20%，有“贝藻王国”之美誉。
1990年被国务院列为国家级海洋类型自然保护区。南麂岛在海洋生态方面有着重要的研究价值，是海洋生物“南种北移，北种南移”的资源库，于1999年被联合国教科文组织列为世界生物圈保护区网络。中国钓鱼协会于2001年将南麂岛列为国家级垂钓基地，主要有黑鲷、黄鳝、石斑鱼、鲈鱼、黄姑鱼等，每年5月至10月为钓鱼旺季。 南麂有珍稀物种包括5种濒危海龟、3种鲎和中华白海豚，江豚、伪虎鲸等。
2014年12月中国军方正着手建设军事基地。中方已经在此安装了最先进的雷达设备，正在修建可停泊十部直升机 的直升机场，还有计划建设军用飞机跑道。最早将于明年在南麂岛邻近的岛屿上动工建设飞机跑道。已开始铺设军用超高速通信网。过去南麂岛上有少量海军士兵驻扎，2013年前后空军进驻。预计将来陆军也将加入，实现陆海空三军共同驻扎。當軍事基地擴建完成後，可加強中國對東海海域，包括釣魚台列嶼的控制。
- 位于列岛中央的主岛形似奔麂，因而得名“南麂岛”，其面积为7平方千米，最高海拔为229米。
- 南麂海域还有368种鱼类和180种虾蟹，乃浙江省主要渔场之一。

## 历史
- 1954年5月7至9日，國民政府主席蔣介石在蔣經國和國防部長俞大維等陪同，赴上下大陳島和南麂島巡視防務，慰問國軍，成為蔣最後一次回浙江。[4]
- 1955年2月24日，南麂島上國民黨軍隊登陸艇隨同島上數千居民撤往台灣，同屬大陳島撤軍計畫。
- 1985年10月，中國浙江省人民政府平阳县政府在稻挑山立主权碑为志。
- 1990年9月，被国务院列为首批五个海洋类型国家级自然保护区之一。
- 1998年12月，成为联合国教科文组织世界生物圈保护区网络的海洋类型自然保护区。
- 2014年12月，中國軍方正著手建設軍事基地。

## 自然生態
南麂列島自1990年起成为中国首批5个海洋类型的自然保护区之一，是中国唯一的国家级贝藻类海洋自然保护区，被誉为“贝藻王国”，于1999年被联合国教科文组织列为世界生物圈保护区网络。

## 軍事設施
2013年，中國在南麂列島安装了最先进的雷达设备，建成直升机坪，另计划興建军用飞机跑道供戰鬥機起降。
2016年開始，中國在南麂島增建軍事設施及新建军舰码头，供兩棲登陸艦，氣墊船，快艇進駐，並實現海陸空三軍共同進駐，以快速應對東海發生的軍事衝突。

## 註解
1. ↑  「麂」，拼音：，注音：，音同「己」